# Livada (Slavonski Brod)
Livada je jedno od naselja grada Slavonskog Broda. 
Obuhvaća naselje:
- Glogovica,
- MO Ante Starčević, izuzev naselja Šestinac i Matija Ivanić.

Sama Livada ima oko 15.000 stanovnika i time je najveće naselje u Slavonskom Brodu. 
Na njenom području se nalaze: 
- Stadion Stanko Vlainić Dida,
- OŠ Bogoslav Šulek,
- vrtić Kosijenka,
- SŠ Matije Antuna Reljkovića,
- Fakultet hortikulture i biljnogojstva,
- crkva i župa Sv. Obitelji,
- te nekoliko velikih trgovačkih centara.

Također je ulaz s istoka u grad Slavonski Brod.

## Obrazovanje
Mjesna osnovna škola Bogoslav Šulek je najveća osnovna škola u Slavonskome Brodu i jedna od najvecih osnovnih škola u Hrvatskoj. Srednja škola Matije Antuna Reljkovića je smještena na rubnom dijelu naselja kao i fakultet hortikulture i bilinogojstva. 
Prisutna su i dva dječja vrtića. 